# 火焰之纹章 封印之剑
《火焰之纹章 封印之剑》是一款由Intelligent Systems制作、任天堂發行的戰略角色扮演遊戲，適用於Game Boy Advance平台。這款遊戲是火焰之纹章系列的第六款作品，同時是首款發行於Game Boy Advance以及攜帶型遊戲機平台的作品。故事發生在埃列布大陸，講述出身於呂基亞同盟的年輕貴族羅伊率領一支不斷壯大的軍隊，對抗伯爾尼王國軍隊的入侵，並試圖阻止伯爾尼國王賽菲爾借助神秘力量逐步接管整片大陸的計劃。遊戲玩法遵循系列傳統，每場戰鬥都在網格狀地圖上進行，當玩家角色被敵方擊敗便會永久死亡。
遊戲起初被稱為《火焰之紋章 暗黑巫女》，並預定適用於任天堂64及其專用擴充磁碟機64DD。但後來因為Intelligent Systems內部開發體制發生變化，加上64DD銷情不佳，遊戲平台改為Game Boy Advance，而大部份在開發過程產生的內容則被捨棄。另外，為避免出現前作《火焰之纹章 多拉基亚776》難度過高的問題，開發團隊亦刻意調低遊戲難度，令新玩家較易上手。2002年3月29日，遊戲在日本國內發行，並備受遊戲評論家們的好評。儘管遊戲並未在海外正式發行，但主角羅伊卻在海外版本的《任天堂明星大亂鬥DX》上登場，在海外市場打響知名度，並為其餘後續作品的本地化鋪路。

## 玩法

戰鬥畫面以側視视角显示。图中右側是主人公羅伊，正在攻擊左側的敵人伯爾尼兵。狀態欄武器圖示旁的上下箭頭代表克制關係；如本圖中，伯爾尼兵的槍克制羅伊的劍

《火焰之紋章 封印之劍》是一款戰略角色扮演遊戲，玩家需要控制主角羅伊及其軍隊，在埃列布大陸上執行各種任務以推動劇情發展。遊戲故事以線性方式進行，而隨着劇情推進遊戲地圖亦會逐漸解鎖。每張遊戲地圖都有着獨特的地形，例如山脈、平原及森林等，而不同角色的移動距離會受地形限制。當玩家完成首輪遊戲後，將能解鎖新的難度級別及新地圖。
遊戲內的每場戰鬥都在網格狀地圖上進行，而戰鬥系統則採用回合制。敵我雙方的每個單位都能在各自的回合內移動，並能根據友軍及敵方單位的位置來採取攻擊或支援等行動，亦可以不採取任何行動跳過該回合。在單位攻擊時，遊戲將會由原來俯瞰遊戲地圖的視角轉為側視戰場，並以自動方式進行實時戰鬥。每個單位都能使用不同的武器及物品，但這些道具均有耐久度限制，一旦歸零便無法使用，玩家可以在進行下一任務之前修復道具。近戰武器的有效性取決於武器三角系統：長槍剋劍，劍剋斧，斧剋長槍。一些在任務地圖內的村莊可能會遭敵方攻擊，當玩家成功協防後，村莊的非玩家角色將會提示玩家未來的目標。玩家在擊敗地圖內的頭目角色後便能完成任務。所有角色單位的死亡都是永久的，一旦他們在任務章節內陣亡，玩家便不能在餘下章節內使用相關角色。而當主角羅伊在任務章節內陣亡，遊戲便會結束。
每個角色單位都有所屬的職業，它決定了角色能使用的武器種類、攻擊範圍、移動距離及優勢劣勢等。遊戲內的職業包括移動距離較長的騎士及飛馬騎士、分別能使用魔法攻擊和治療單位的魔術師及聖職者、使用劍和斧頭的劍士及戰士，以及能遠距離攻擊的弓箭手等，而部份角色更有着獨特的職業（例如主角羅伊的職業是領主）。角色在每次戰鬥後會獲得一定的經驗值，而當經驗值每累積至100時便會自動升級，並會隨機提升能力值。玩家可以利用特殊道具把角色轉職為更強力的上級職業。另外，遊戲設有支援系統，當相鄰角色的好感度累計超過一定數值時，便能觸發相應的對話，並提升支援等級及屬性。但是，角色在每張地圖內所產生的好感度存有一定的數值限制。

## 劇情
1000年前，人類與龍族之間的鬥爭曾經席捲整塊埃列布大陸，最終人類取得勝利，而龍族則被驅離。八位帶領人類邁向勝利的英雄被世人尊稱為「八神將」，而他們的武器「神將器」則隨著時間流逝而散落在大陸各地。人龍大戰結束後，失去敵人的人類迅速發展，並先後各自建立不同的國家或勢力。故事開始時，伯爾尼王國的國王賽菲爾下令入侵周邊地區，並相繼征服塞迦及伊利亞地區。後來，伯爾尼王國入侵呂基亞同盟，而正在呂基亞首都留學的羅伊被急召回領地，代替病重的父親艾利烏德侯爵擔任軍隊指揮官。行軍期間，伯爾尼公主姬妮薇雅為了阻止其兄的侵略戰爭而帶著王室珍寶「火焰紋章」出逃，並在遇見羅伊後把紋章託付給他。後來，羅伊一行人前往奧斯提亞並平定當地的叛亂，成功救出被囚的兒時玩伴莉莉娜，並告訴她其父過世的消息。接著，羅伊等人在奧斯提亞郊外的洞穴內取得神將器之一的迪朗達爾，而隨著故事推進他們亦會取得更多神將器。
在羅伊等人離開後，伯爾尼軍隊打算再度攻佔奧斯提亞，但被趕來的伊特魯里亞軍隊阻止，而整個呂基亞同盟亦暫時置身在伊特魯里亞王國的保護之下。後來，伊特魯里亞一方聯絡羅伊等人，並指派他們前往西部小島。期間，羅伊等人了解到伯爾尼所招募的龍人能變身為龍，又能以人類形態隱藏力量。為了進一步了解龍人，羅伊等人前往位於沙漠城市阿卡迪亞，期間認識到另一位龍人法，並從當地長老口中得到更多知識。後來，羅伊等人回到伊特魯里亞阻止當地的叛亂，而呂基亞軍隊則與伊特魯里亞軍隊合併。
根據玩家所選的路線，改組後的伊特魯里亞軍隊將會穿越被伯爾尼傭兵控制的伊利亞地區，或是與伯爾尼結盟的游牧部落所控制的塞迦地區。兩條路均會引領羅伊等人前往伯爾尼的國界，而羅伊則會在該處發現一座供奉封印之劍的神殿。古時英雄哈爾特穆德在以封印之劍封印魔龍後，便以火焰紋章封印該劍。羅伊以火焰紋章解除該劍的封印後，揮軍進攻伯爾尼王國首都，最終擊倒國王賽菲爾並奪走其神將器。此時，若玩家未能成功收集八把神將器，遊戲將會提前結束。如果玩家成功收集八把神將器且耐久度沒有歸零，羅伊便會在此時得知賽菲爾早已命令其殘餘部隊聚集在大陸某處繼續執行原訂計劃。其後，神將器產生共鳴並向羅伊展示龍族神殿的位置，並發現黑暗巫女伊敦仍執行賽菲爾的計劃製作龍族軍隊。
當羅伊等人到達神殿後，便發現人龍大戰的真相：龍族雖然強大但繁殖速度較慢，故無法穩定地維持族群數量，而在戰爭即將結束時，部份龍族捕捉了神龍伊敦並把其改造為魔龍，試圖扭轉戰局，但仍被英雄哈爾特穆德擊敗並封印。後來，對人類感到絕望的賽菲爾把封印解開，試圖透過她來達致由龍支配世界的野心。由於伊敦沒有自由意志，因此即使賽菲爾已亡，她亦會繼續執行原來的計劃。最終，羅伊以封印之劍（此時如使用其他武器了結伊敦則會引致其死亡）瓦解伊敦的魔龍形態，強制回復至龍人形態。戰爭結束後，羅伊回到父親的領地，莉莉娜成為呂基亞同盟的領導人，而姬妮薇雅則成為伯爾尼的新任統治者。而如果羅伊以封印之劍了結伊敦時法仍然存活，伊敦則會被帶往阿卡迪亞與法一同生活，而她的心靈亦會開始逐漸恢復。

## 开发
游戏由Intelligent Systems开发，成广通擔任遊戲總監，而出石武宏則擔任遊戲製作人。另外，堀川将之擔任游戏设计师，金子贵史擔任遊戲程式設計師，金田妙子則負責角色设计。由於系列創作者加賀昭三已離開Intelligent Systems，故遊戲編劇一職改由堀川将之及首次参与制作该系列的前田耕平共同擔任。遊戲配樂仍然由作曲家辻橫由佳負責，她自系列首作以來便一直參與火焰之紋章系列的配樂創作。在開發初期，遊戲被稱為《火焰之紋章 暗黑巫女》，並預定適用於任天堂64及其專用擴充磁碟機64DD。1997年，遊戲程式設計師宫本茂以开发标题「火焰之纹章64」向外界公佈遊戲。当《暗黑巫女》的开发渐入佳境时，Intelligent Systems的内部开发体制卻发生变化，加上64DD销量不佳这一因素，導致團隊在2000年中止開發任天堂64版本，改為開發適用於Game Boy Advance的遊戲版本。在这样的变革中，只有极少数原先任天堂64的游戏概念被保留下来。除了罗伊、卡雷尔和暗黑巫女（伊冬），绝大多数原定角色都被弃用。2001年前，遊戲副標題仍然是「暗黑巫女」，但後來開發團隊把它更改為現時的副標題「封印之劍」。而開發團隊大约花费了一年的时间來制作游戏的最终版本。
遊戲是首款適用於攜帶型遊戲機的火焰之紋章系列作品。雖然前數部作品的開發團隊有考慮開發適用於攜帶型遊戲機的系列作品，但最終均認為缺乏可用的硬件來實現他們的願景而作罷。Game Boy Advance的性能優於前作《多拉基亞776》所使用的超級任天堂，而且亦易於攜帶，對玩家來說具有一定吸引力。另外，預期開發時間及預算方面的考慮亦是開發團隊選擇使用Game Boy Advance平台的原因。在接受HOBONICHI的訪問時，遊戲總監成廣通指開發團隊在新硬件平台上開發遊戲的確在某些部份遇上挑戰，但在創建基本軟件等方面則較為容易。另外，團隊亦需要解決Game Boy Advance分辨率及屏幕尺寸有限等問題。在開發過程中，團隊一度為了適應新硬件而開發兩個不同的遊戲版本。遊戲的戰鬥動畫旨在令玩家聯想起古典奇幻作品（例如《羅德斯島戰記》及《秀逗魔導士》）的場景，與其他日系故事的幻想戰鬥風格形成鮮明對比。
與系列早期作品相比，遊戲編劇刻意把故事弄得較為簡單，清楚規劃角色的正邪定位，並設立明確的目標供玩家達成。遊戲設有外傳章節，當玩家滿足一定條件便能進入，但每個外傳章節都有機關來阻礙玩家及敵方單位前進，難度較普通章節為高。另外，遊戲首次採用分支敘事設定，玩家可以透過訪問地圖上的指定村莊或滿足特定條件來進入分歧路線，而按照故事路線的不同，遊戲地圖、夥伴、敵人及任務目標亦會有所轉變。遊戲系列名稱「火焰之紋章」在系列前作是指一面具有神秘力量的盾牌，而這次則代表家族徽記。為了盡可能吸引年輕玩家，開發團隊把主角羅伊刻劃成一個自由奔放且強勢的角色，個性亦與早期作品的主角一樣強烈。與早期作品相比（尤其是難度較高的前作《多拉基亞776》），開發團隊刻意調低遊戲難度，令新玩家較易上手。開發團隊最初計劃設定三個難度級別，但最終只採用普通及困難這兩個難度級別。另外，開發團隊亦在遊戲內增設不少新元素，例如回合計數器及有限的多人遊戲功能等。

## 發行
在2000年任天堂太空世界展覽會上，任天堂以標題《火焰之紋章 暗黑巫女》預告遊戲，而它亦是首款適用於Game Boy Advance平台的系列遊戲。但據開發人員之後的評論，當時他們已經正在細想遊戲的正式名稱。最終在2001年任天堂太空世界展覽會上，任天堂把遊戲重新命名為《火焰之紋章 封印之劍》並正式對外公佈。為了在日本國內宣傳遊戲，任天堂製作了兩段真人電視廣告：30秒的標準版本混合遊戲畫面及真人演員的演出，而40秒的導演剪輯版本則純粹是演員的演出，並沒有包含任何遊戲畫面。任天堂向電視台購買時段播放標準版本，並在遊戲官方網站上展示導演剪輯版本。該真人電視廣告是基於系列首作《暗黑龙与光之剑》的廣告而創作的。2002年3月29日，遊戲正式在日本國內發行。一如以往，任天堂並未在西方世界發行此遊戲，故當時坊間出現兩個英語譯名。後來，這個譯名變得更普遍及常用，而2017年任天堂在《火焰之纹章 英雄》官方網站介紹主角羅伊時亦直接使用此譯名。而在2007年，中國大陸遊戲公司神游科技亦曾制作遊戲的官方中文版并通过软件审批，但卻从未在中国大陆地区正式发行。另外，任天堂在2015年9月2日透過Virtual Console釋出對應Wii U的遊戲版本。

## 評價
| 媒体           | 得分  |
| -------------- | ----- |
| 电子游戏软件   | 36/40 |
| 游戏机实用技术 | 28/30 |
| Fami通         | 36/40 |
| RPGFan         | 87%   |
| RPGamer        | 3.5/5 |

遊戲在日本發售的首週內銷量錄得超過10萬份，在電子遊戲銷售排行榜上位列第4位。5月，遊戲總銷量超過22萬份，雖然仍然位列在排行榜上，但排名已下跌至第17位。截至2002年底，遊戲的總銷量已超過34.5萬份，在當時的300款暢銷電子遊戲排行榜上位列第29位。
在《FAMI通》四位評論家的交叉評論內，遊戲獲得36分，屬於白金殿堂評分。一位評論家指隨著遊戲轉移至Game Boy Advance平台，開發團隊對系列公式玩法稍作改動，但毫無疑問它仍然是一款火焰之紋章系列作品。另一位評論家稱讚遊戲節奏以及救援隊友功能，使玩家能輕鬆地進行任務。第三位評論家則稱讚遊戲難度雖然相較前作《多拉基亚776》有所下降，但仍保留一些挑戰，同時又指遊戲AI能對玩家的行動作出快速反應，為玩家帶來低壓力的遊戲體驗。《游戏机实用技术》杂志的三名编辑合计为游戏打出28分，称赞游戏为集系列之大成之作。编辑称战斗画面悦目、节奏流畅。杂志编辑还指出难度由浅入深：一周目难度较为简单，在武器图示旁用上下箭头表示克制关系的设定对系列新手相当友好；而通关后的困难模式则让老玩家满意。杂志编辑还称赞多至4人联机对战的功能很有吸引力。《电子游戏软件》的四名编辑为游戏打出36分。杂志编辑称新制作班底依旧让系列良好的系统延续。但对于游戏故事和画面，杂志编辑意见不一：风林认为游戏剧情宏大，并同宇都、Perfect称赞游戏充分发挥主机性能、画面可圈可点；但天师认为该作战斗画面较为僵硬、故事性逊于超级任天堂时期的作品。
評論網站RPGFan的李宇珍（Woojin Lee）稱讚遊戲圖形及配樂，並具有引人入勝的角色設計及精美的動畫效果。另外，李又指玩家在完成首輪遊戲後能解鎖新的難度等級及許多額外的戰鬥地圖，且設有三種不同的結局，故遊戲能吸引玩家至少重玩一次來獲得完整的體驗。在總結評論時，李表示「雖然我不確定普通美國玩家能否應對如本作一樣無情遊戲的挑戰，但我認為嘗試該遊戲的每位玩家都會對它的深度及魅力感到驚喜。」而評論網站RPGamer的邁克·莫恩克（Mike Moehnke）為網站撰寫回顧評論時稱讚遊戲的戰術性玩法，指它在不壓倒玩家的情況下仍然展示出顯著難度，同時讚賞它與續作《烈火之剑》之間的關聯。另一方面，莫恩克批評遊戲的道具管理設計，未完善且具有限制的支援系統，以及羅伊雖然屬於主角群但其實力在大部份時間都較為弱。莫恩克又指雖然玩家很容易獲得坊間的粉絲翻譯版本，但任天堂不應該只在日本國內發行遊戲。在總結評論時，莫恩克指遊戲「不是系列中最好的遊戲，但亦不會是最差」。

## 影響
《火焰之紋章 封印之劍》對系列後續作品產生深遠影響。遊戲主角羅伊及系列首作《暗黑龙与光之剑》的主角馬爾斯在任天堂GameCube平台的《任天堂明星大亂鬥DX》上登場，而且任天堂在西方世界的發行版本上亦未刪除這些角色，使海外玩家能透過他們來更廣泛地了解火焰之紋章系列。另外，2001年在北美地區發行的回合制战略游戏《高级战争》獲得遊戲評論家的正面評價，同時在商業上取得成功。結合這兩款遊戲的影響，任天堂扭轉了以前所認為「戰略角色扮演遊戲在西方世界不會取得成功」的觀點，並促使後續作品的在地化。續作名為《火焰之纹章 烈火之剑》，故事背景同樣設於埃列布大陸，但遊戲主角則由羅伊改為其父艾利烏德，定位是本作的前傳。後來，子公司美國任天堂有意進行遊戲的本地化工作，但他們正同時進行另一款系列作品《火焰之纹章 圣魔之光石》的翻譯工作，因而被迫放棄這個想法，而遊戲亦沒有正式的官方翻譯版本（儘管任天堂官方已於2017年將英文版名翻譯為「Fire Emblem: The Binding Blade」）。迄今為止，除了2010年發行的《火焰之纹章 新·纹章之谜 ～光与影的英雄～》外，本作之後的所有系列續作均有在海外發行。

## 外部連結
- （日語） 任天堂網站遊戲介紹 （页面存档备份，存于）